# Herophydrus gigantoides
Herophydrus gigantoides is een keversoort uit de familie waterroofkevers (Dytiscidae). De wetenschappelijke naam van de soort is voor het eerst geldig gepubliceerd in 2002 door Biström & Nilsson.